# Clytus taurusiensis
Clytus taurusiensis là một loài bọ cánh cứng trong họ Cerambycidae.